# Gottfried Semper
Gottfried Semper (Hamburg, 29 de novembre de 1803 – Roma, 15 de maig de 1879). Arquitecte alemany, crític d'art i professor d'arquitectura. Va ser un dels màxims exponents de l'arquitectura historicista i eclèctica de mitjans del segle xix a Europa, tal com reflecteixen, particularment, els seus edificis públics de Dresden i de Viena. També tingué una gran influència com a professor i teòric, i les seves idees inspiraren arquitectes famosos de la generació següent, creant les bases de la futura arquitectura moderna.

## Biografia

### Primers anys (fins al 1834)
Semper era el cinquè fill d'una família d'industrials d'Altona (avui un barri d'Hamburg). Estudia a la Gelehrtenschule des Johanneums d'Hamburg i el 1823 accedeix a la universitat de Göttingen per estudiar historiografia i matemàtiques. Posteriorment, el 1825, estudia arquitectura a la Universitat de Múnic amb el professor Friedrich von Gärtner. El 1826, Semper viatja a París per treballar sota les ordres de l'arquitecte Franz Christian Gau, i encara hi viu quan esclata la Revolució francesa de Juliol de 1830. Entre 1830 i 1833 viatja a Itàlia i Grècia per estudiar l'arquitectura i disseny de l'antiguitat clàssica. El 1832 participa durant quatres mesos en una excavació arqueològica a l'Acròpoli d'Atenes. En aquesta època s'interessa en el debat de l'arquitectura i la policromia inspirada en el Biedermeier, centrant-se en la controvèrsia de si l'arquitectura de l'antiga Grècia i l'antiga Roma era pintada o no. Els dibuixos que reproduïen la decoració de les antigues vil·les inspiraren Semper en els seus dissenys posteriors a Dresden i Viena. El 1834 publica Vorläufige Bemerkungen über bemalte Architektur und Plastik bei den Alten (Observacions preliminars sobre l'arquitectura i l'escultura a l'antiguitat), on defensa fermament la seva teoria sobre la policromia en l'arquitectura clàssica, basant-se en la investigació dels pigments de la columna de Trajà a Roma. Aquest estudi li comporta el reconeixement sobtat en els cercles arquitectònics i estètics de l'època a Europa..

### Període a Dresden (1834 - 1849)

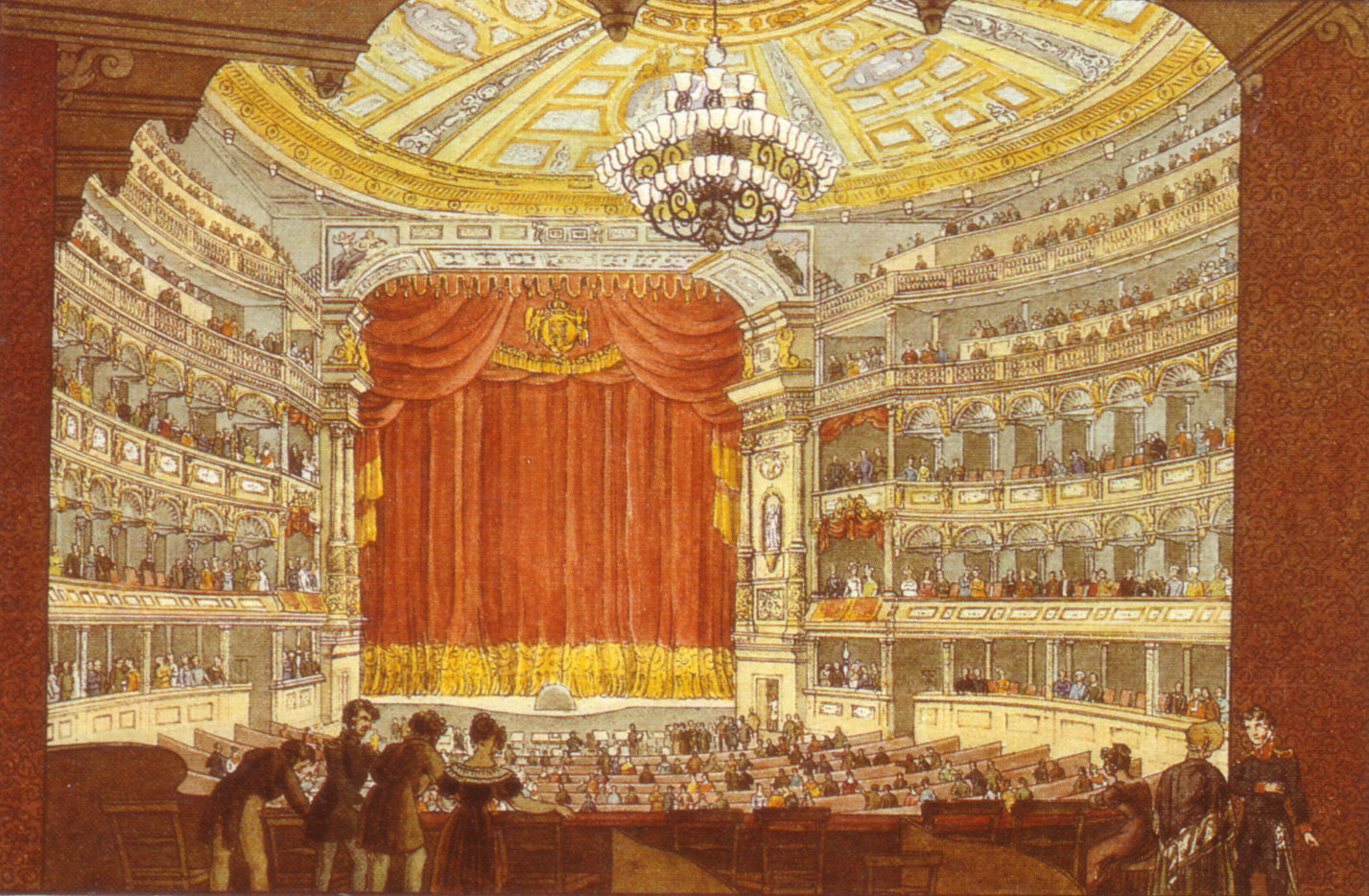
Dresden, interior del primer Hoftheater (Semper Oper)

El 30 de setembre de 1834 Semper obté la plaça de professor d'arquitectura a la Hochschule für Bildende Künste Dresden (Acadèmia de Belles Arts de Dresden) en gran part gràcies als esforços i el suport del seu antic professor Franz Christian Gau i fa un jurament de lleialtat al rei de Saxònia, Antoni I de Saxònia. Aquesta època, coincideix amb el floriment arquitectònic i artístic de Dresden, cosa que afavoreix l'èxit de l'obra de Semper, com el disseny que realitza de l'interior del que posteriorment s'anomenà la Sinagoga Semper, d'estil neoàrab. L'exterior de la sinagoga es construeix en estil romànic, per no cridar l'atenció, però l'interior inclou decoració morisca: en concret, un llum de plata de la llum eterna, del qual en Richard Wagner i la seva dona Còsima Wagner n'encarreguen una còpia. L'alumne de Semper, Otto Simonson, construïria el 1855 la magnífica sinagoga de Leipzig d'estil neoàrab.
El 1841 construeix el primer teatre d'òpera Semperoper, destruït per un incendi el 1869. La seva obra a Dresden es completa amb la galeria Semper del Palau Zwinger, l'Hospital de la Maternitat, el Palau Oppenheim Palace i la Villa Rosa, un encàrrec del banquer Martin Wilhelm Oppenheim. Aquesta última obra esdevingué el prototipus de les cases senyorials alemanyes.
L'1 de setembre de 1835 Semper es casa amb Bertha Thimmig. I formaren una família amb sis fills.
Com a republicà convençut, Semper té un paper destacat, juntament amb el seu amic Richard Wagner, a l'alçament de maig de Dresden el 1849. Ell era membre de la Guàrdia Cívica (Kommunalgarde) i ajuda a erigir barricades als carrers. Quan la rebel·lió fracassa Semper passa a ser considerat un dels líders dels agitadors que reclamen un canvi democràtic i es veu obligat a fugir de la ciutat.
El govern saxó manté una ordre d'arrest fins al 1863. Malgrat això, l'arquitectura de Dresden sempre més ha estat lligada a Semper. Fins al punt que el Joan I de Saxònia li encarrega la reconstrucció del Semperoper, tot i que després d'elaborar-ne els plànols cedeix la construcció al seu fill Manfred.
"Què he fet en 48 anys que la construcció d'una barricada em va perseguir per sempre, declarà, perquè era pràctic, i com que era pràctic va ser bonic", va escriure Semper consternat.

### Període postrevolucionari (1849 - 1855)
Després d'estades a Zwickau, Hof, Karlsruhe i Estrasburg, Semper finalment acaba tornant a París, igual que molts altres republicans desil·lusionats de les revolucions de 1848 (com Heinrich Heine i Ludwig Born). A la tardor de 1850 viatja a Londres, Anglaterra. Va ser una època de contractes ocasionals - incloent la participació en el disseny de la carrossa fúnebre per al  Duc de Wellington i els dissenys de les seccions canadenca, danesa, sueca i otomana de l'Exposició de 1851 al Crystal Palace. Si la seva estada a Londres va ser decebedora professionalment, va resultar ser un període fèrtil per al desenvolupament teòric, creatiu i acadèmic de Semper. El 1851 publica Die Vier Elemente der Baukunst (Els quatre elements de l'arquitectura) i el 1852 Wissenschaft, Industrie und Kunst (Ciència, indústria i art). Aquestes obres serien la base per a la seva posterior i àmpliament reconeguda, Der Stil in den technischen und tektonischen Künsten oder Praktische Aesthetik (L'estil en les arts tècniques i tectòniques o l'estètica pràctica), que es publica en dos volums el 1861 i 1863.

### Període a Zuric (1855 - 1871)

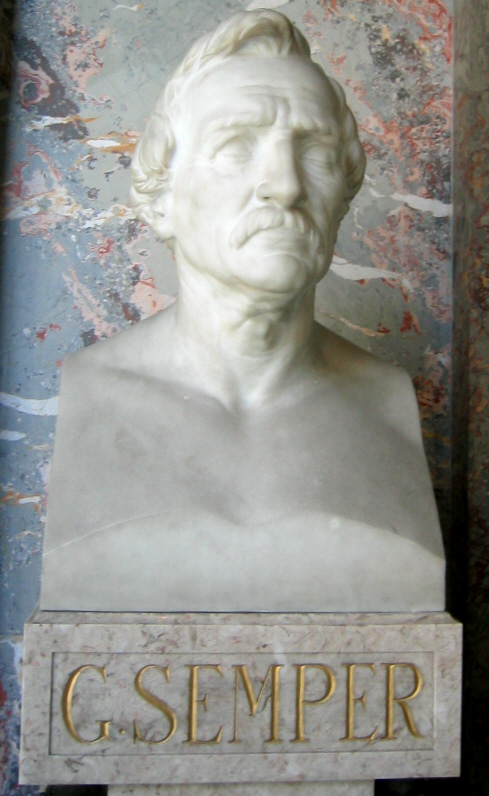
Gottfried Semper

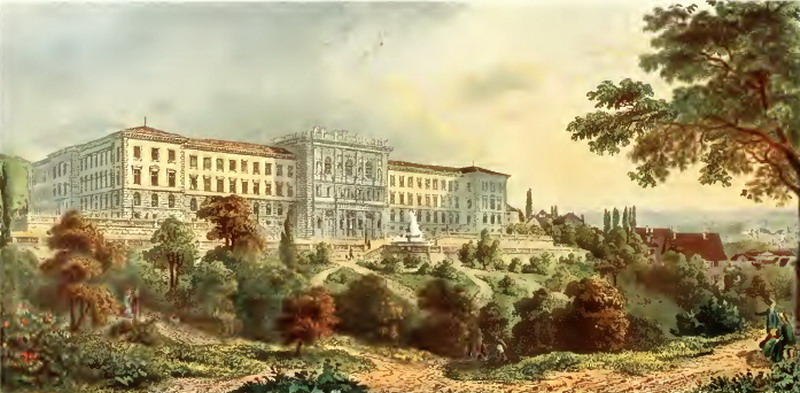
ETH Zürich Polytechnikum el 1865

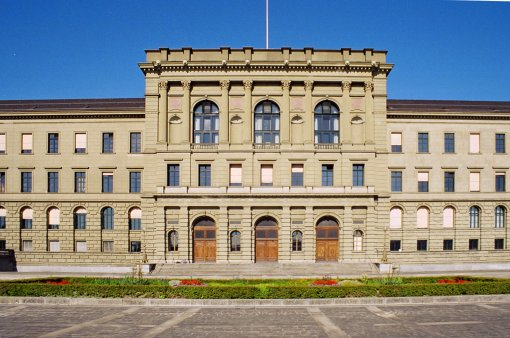
ETH Zürich Hauptgebäude (edifici principal)

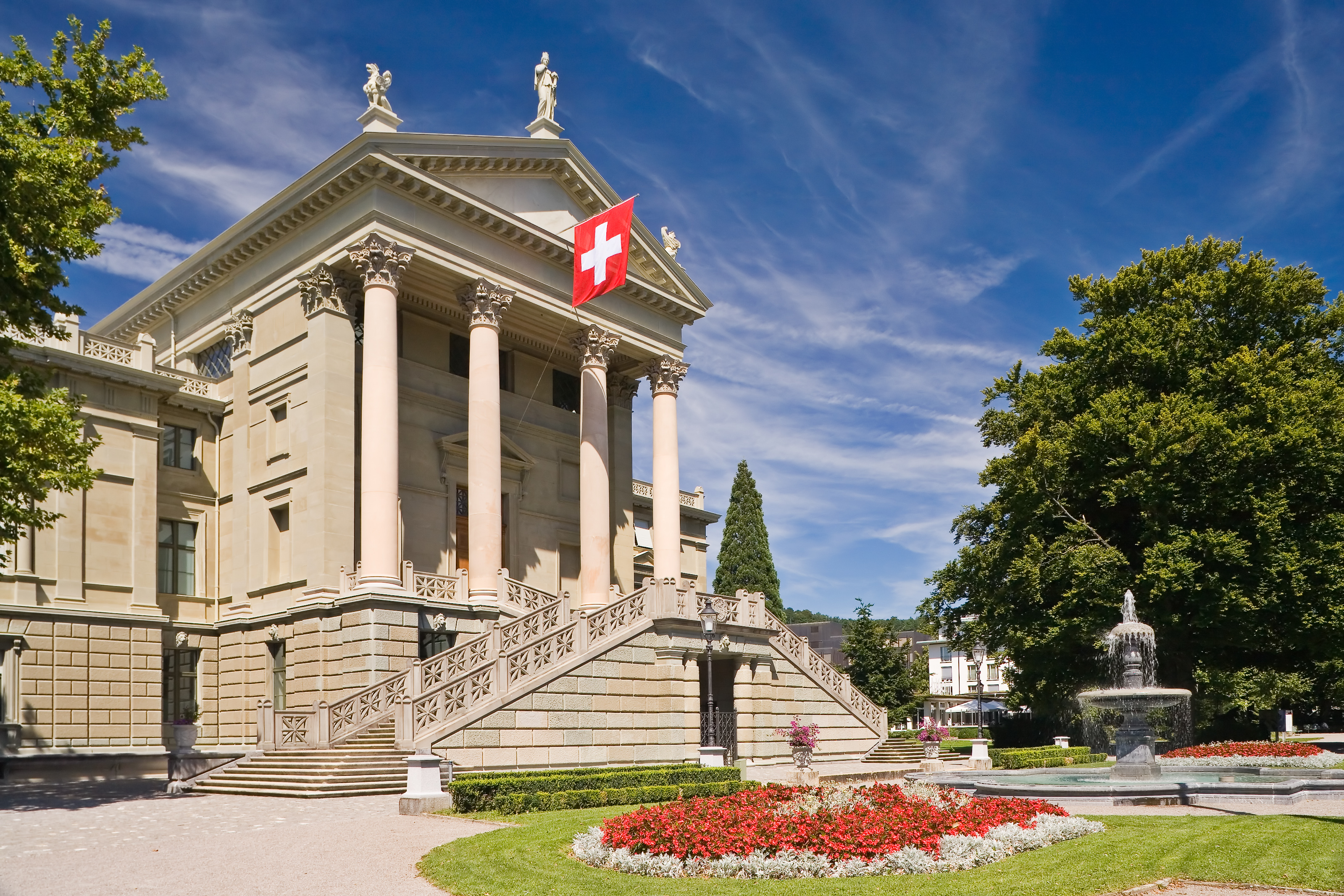
Stadthaus (ajuntament) Winterthur

Amb l'inici de la revolució industrial l'Antiga Confederació Suïssa planeja establir una escola politècnica a Zuric. El govern anomena Semper president del jurat que ha de seleccionar el projecte. Però Semper no troba cap candidat apte i acabà dissenyant l'edifici ell mateix. L'edifici (construït del 1853 al 1864) està situat en un punt privilegiat de la ciutat, i tot i les remodelacions posteriors continua evocant el concepte de Semper. Actualment és la seu de la Universitat de Zúric i de l'ETH Zürich.
El 1855 Semper esdevé professor d'arquitectura de la nova escola, i el seu llegat el veiem en l'èxit posterior de molts dels seus alumnes, com l'arquitecte suís Emil Schmid. Amb el seu ingrés com a professor, Semper reuneix la seva família, portant-los a Zuric des de Saxònia. L'ajuntament de Winterthur es troba entre altres edificis dissenyats per Semper a Suïssa.
Entre 1864 i 1866, per encàrrec del rei Lluís II de Baviera, Semper dissenya un teatre dedicat a Wagner que s'havia de construir a Múnic. Però tot i que aquest no s'arriba a realitzar, molts dels seus elements s'usaren en la construcció posterior del teatre de Bayreuth.

### Últims anys (des de 1871)

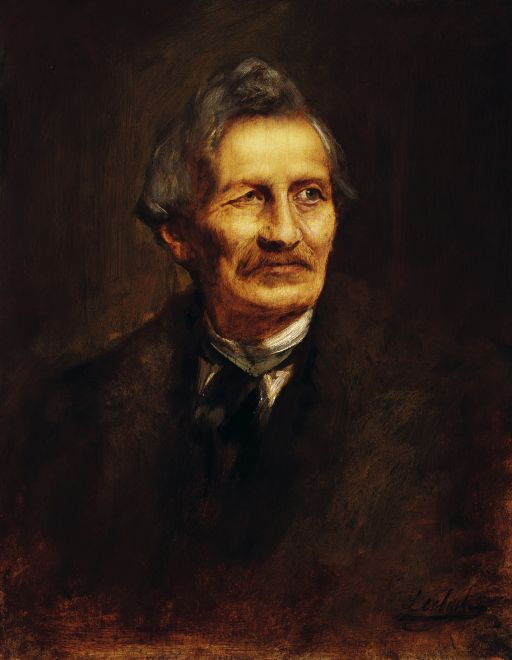
Retrat de Gottfried Semper poc abans de la seva mort, de Franz von Lenbach

Durant la dècada de 1860 a Viena es discutia si calia posar ordre a la dispersió de la col·lecció d'art imperial en diferents edificis. El 1869 Semper presenta una proposta de reordenació de la Ringstraße, on edificaria els nous museus, formant part del projecte d'un gegantí "Fòrum Imperial" que no es va realitzar completament, però sí que es construeixen l'anomenat Neue Burg, el Museu d'Història de l'Art de Viena i el Museu d'Història Natural, edificats a banda i banda de la Plaça de Maria Teresa. També dissenya el Burgtheater. El 1871 Semper es trasllada a Viena per emprendre els projectes. Durant la construcció té grans desacords amb l'arquitecte associat (Karl Freiherr von Hasenauer), fet que el porta a renunciar al projecte el 1876. L'any següent, la seva salut comença a deteriorar-se. Mor dos anys més tard, durant una visita a Itàlia, i està enterrat al Cementiri Protestant de Roma.

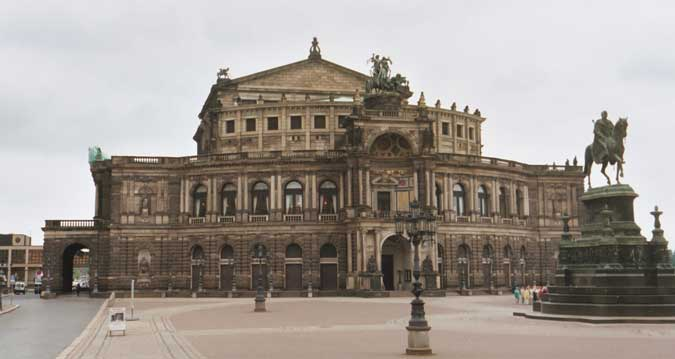
Neues Hoftheater (Semperoper)

## Obra (selecció)
- Hamburg

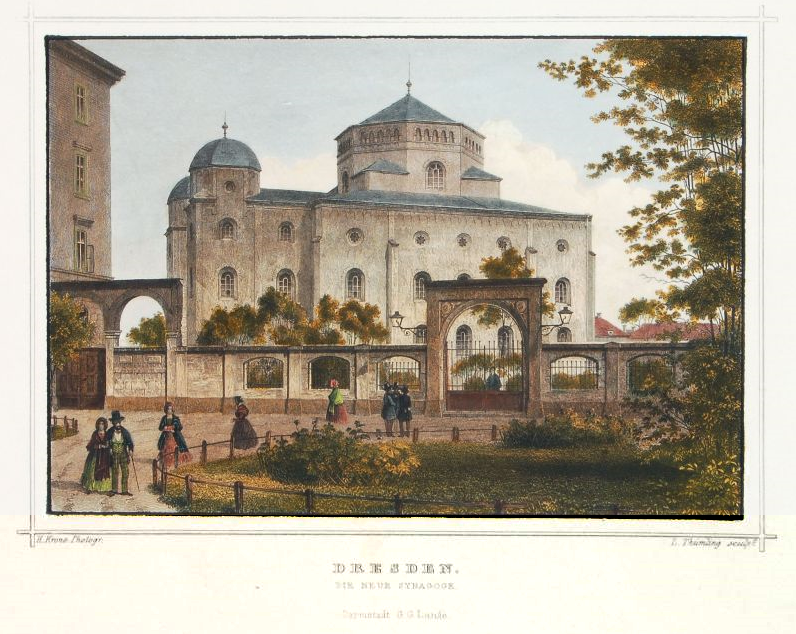
La Sinagoga Semper ca. 1860

  - Villa Donner – 1834 (perjudicada el 1942, destruïda més tard)
- Dresden
  - Hospital de la Maternitat - 1837-1838
  - Hoftheater (Semperoper) – 1838-1841 (destruït per un incendi el 1869)
  - Villa Rosa – 1839 (destruïda durant la Segona Guerra Mundial)
  - Sinagoga Semper – 1839-1840 (destruïda el 9 de novembre de 1938 - Nit dels vidres trencats)
  - Palau Oppenheim – 1845-1848
  - Galeria Semper al Palau Zwinger – 1847-1855
  - Neues Hoftheater (Semperoper) – 1871-1878
- Zúric
  - Ajuntament – 1858 (plànols pel concurs, no construït)
  - Escola Politècnica (Universitat de Zúric i ETH Zürich) – 1858-1864
  - Observatori - 1861-1864
- Winterthur
  - Ajuntament – 1865-1869
- Viena
  - Teatre Municipal (Burgtheater) – 1874 - 1888
  - Projecte d'ampliació del palau de Hofburg amb un Fòrum imperial (1869)
  - Museu d'Història de l'Art de Viena - 1871 – 1891
  - Museu Nacional d'Història Natural - 1871 – 1889

## Escrits
- Vorläufige Bemerkungen über bemalte Architectur und Plastik bei den Alten. Altona : bei Johann Friedrich Hammerich, 1834. 49 p.
- Über den Bau evangelischer Kirchen : mit besonderer Beziehung auf die gegenwärtige Frage über die Art des Neubaues der Nikolaikirche in Hamburg und auf ein dafür entworfenes Project. Leipzig : in Commission bei B. G. Teubner, 1845. 32 p.
- Das Koenigliche Hoftheater zu Dresden. Braunschweig : Vieweg, 1849. 20 p., 12 làm.
- Die vier Elemente der Baukunst. Braunschweig : Vieweg, 1851. 104 p.
- Über die formelle Gesetzmässigkeit des Schmuckes und dessen Bedeutung als Kunstsymbol. Zürich : Verlag von Meyer & Zeller, 1856. 30 p.
- Über die bleiernen Schleudergeschosse der Alten und über zweckmässige Gestaltung der Wurfkörper im Allgemeinen : ein Versuch die dynamische Entstehung gewisser Formen in der Natur und in der Kunst nachzuweisen. Frankfurt a.M. : Verlag für Kunst und Wissenschaft, 1859. 105 p. + 1 annex
- Der Stil in den technischen und tektonischen Künsten, oder Praktische Aesthetik : ein Handbuch für Techniker, Künstler und Kunstfreunde. Band 1, Die textile Kunst für sich betrachtet und in Beziehung zur Baukunst. Frankfurt a. M. : Verlag für Kunst und Wissenschaft, 1860. xliii, 525 p., 15 làm.
- Der Stil in den technischen und tektonischen Künsten, oder Praktische Aesthetik : ein Handbuch für Techniker, Künstler und Kunstfreunde. Band 2, Keramik, Tektonik, Stereotomie, Metallotechnik für sich betrachtet und in Beziehung zur Baukunst. München : Bruckmann, 1863. 589 p., 5 làm.
- Ueber Baustyle : ein Vortrag gehalten auf dem Rathhaus in Zürich am 4.März 1869. Zürich : Schulthess, 1869. 32 p.
- Kleine Schriften. Hrsg.: Manfred und Hans Semper. Berlin; Stuttgart : Spemann, 1884. xiv, 516 p.